# Fort IV Twierdzy Toruń
Fort IV Twierdzy Toruń – fort artyleryjski, zbudowany pod nazwą Fort II Ludwig Yorck von Wartenburg, od 1926 roku noszący imię Stanisława Żółkiewskiego. Znajduje się przy ul. Chrobrego 86.
Powierzchnia fortu wynosi 13,5 ha.

## Historia
Fort został zbudowany w latach 1878–1884, stanowił część północno-wschodniej linii obrony miasta, w szczególności ochraniał dworce kolejowe Toruń Mokre i Toruń Północny. Koszt budowy fortu wyniósł 2 618 961 marek niemieckich. Przeznaczony był dla załogi złożonej z dwóch kompanii piechoty oraz obsługi stanowisk artyleryjskich (łącznie około 800 osób), zakwaterowanych w 31 pomieszczeniach mieszkalnych. Uzbrojenie obiektu stanowiło 14 dział średniego kalibru oraz w różnych okresach od 15 do 22 dział ciężkiego kalibru. Ogień z dział fortecznych mógł sięgać w okolice Papowa Toruńskiego i Grębocina.
W latach 1889–1893, ok. 1905 i 1914 przeszedł modernizacje.
W 1920 roku został przejęty przez Wojsko Polskie, w 1923 roku został oddany 63. pułkowi toruńskiemu, który ulokował tam kompanię ckm po przeprowadzeniu gruntownego remontu zdewastowanego przez wyjeżdżające wojsko pruskie fortu (fort został pozbawiony wszystkich mechanicznych elementów obsługi i pancernych okiennic). Na nowo przebito część zamurowanych otworów okiennych, odmalowano wnętrza i bramy wjazdowe, wyremontowano instalację elektryczną. Porzucono jednak zamiar adaptacji całości na większe koszary ze względu na niskie położenie w terenie i przez to duże zwilgocenie zabudowań fortecznych.
W 1956 roku wojsko zrezygnowało z użytkowania fortu, który miał zostać rozebrany, ostatecznie jednak zaadaptowano go na zakład uprawy pieczarek.
W połowie lat 90. XX wieku w forcie przeprowadzono prace w celu przygotowania obiektu do obsługi ruchu turystycznego.